# アラレ!パラレ!
「アラレ!パラレ!」は、ドクタースランプオールスターズのシングル。 

## 概要
『アラレ!パラレ!』は、フジテレビおよび系列各局で放送されたテレビアニメ『ドクタースランプ』の後期オープニングテーマで、第62話から第74話まで使用された。カップリング曲には、挿入歌として使われた「みどり先生のこもり唄」が収録されている。作詞はお笑いコンビ「爆笑問題」の太田光、作曲は太田美知彦が担当した。また、爆笑問題の二人もコーラスに参加している。
「Jアニメ TV主題歌大全集」（日本コロムビア） でも収録している。

## 収録曲
1. アラレ!パラレ!
歌：ドクタースランプオールスターズ
作詞：太田光 作曲・編曲： 太田美知彦
2. みどり先生のこもり唄
歌：ドクタースランプオールスターズ
作詞：山田ひろし 作曲・編曲： 太田美知彦
3. アラレ!パラレ!（instrumental）
4. みどり先生のこもり唄（instrumental）

## カバー
アラレ!パラレ!
- Manga Project - 「MANGA Waooon!! 8」に収録。
- 難病支援プロジェクト"  - 「ALSよ、さよなら アニソンの贈り物 音楽治癒力 2」に収録。
- チラ見セーズ - 「チラ見CD アニメ」に収録。